# 폴 (베이커리)

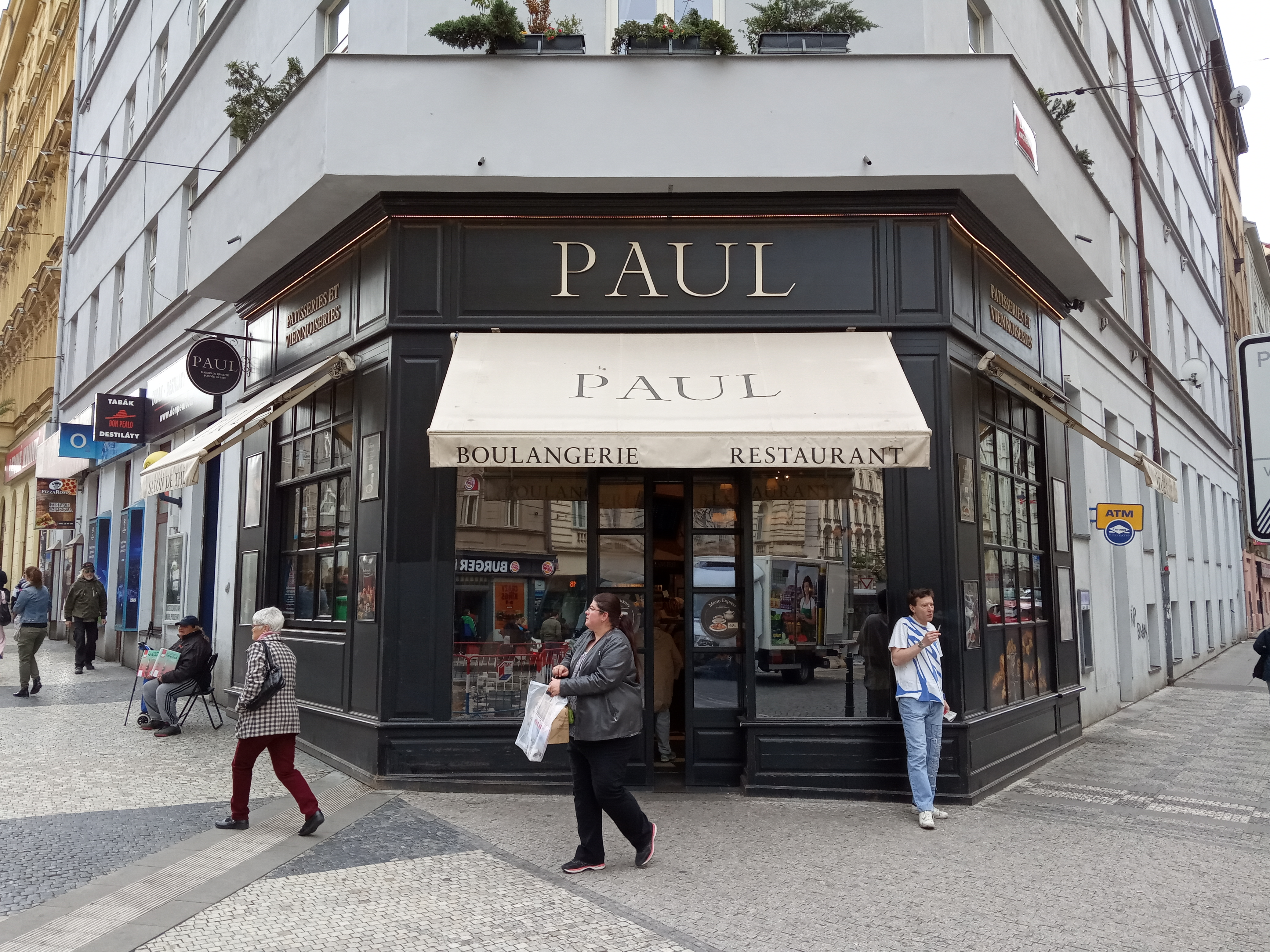

폴(Paul)은 프랑스에 본점을 둔 베이커리 전문점이다.